# Esther Spinner
Esther Spinner (* 30. November 1948 in Zürich) ist eine Schweizer Schriftstellerin. Nach ihrer Ausbildung zur Krankenschwester war sie Lehrerin für Krankenpflege und Psychodramaleiterin. Heute lebt sie, zusammen mit ihrer Lebensgefährtin, in Zürich und in Italien als freiberufliche Autorin und Kursleiterin für Schreibkurse.

## Werke
- Die Spinnerin. Eine alltägliche Geschichte. Zytglogge Verlag, Gümligen 1981.
- Nella. Geschichte einer Freundschaft. Zytglogge, Gümligen 1985.
- Starrsinn. Eine Dorfgeschichte. Zytglogge, Gümligen 1988.
- Meine Mutter hat meinem Vater mit einer Pfanne das Leben gerettet. eFeF, Bern 1996.
- Die Amsel heisst Selma. Tier-Anagramme von A bis Z. Mit Bildern von Anna Luchs. Bajazzo, Zürich 2000.
- Genau! sagt Paul Schlau. Mit Bildern von Anna Luchs. Bajazzo, Zürich 2005.
- Lamento. Roman. Edition 8, Zürich 2008, ISBN 978-3-85990-136-0.
- Allerlei an Monden zapfelt. Tieranagramme. Illustrationen von Susanne Staubli. Edition 8, Zürich 2016, ISBN 978-3-85990-285-5.
- Alles war. Roman. Edition 8, Zürich 2017, ISBN 978-3-85990-302-9.
- Mit Hund und Wort. Ein Memoir aus der edition 8. Edition 8, Zürich 2024, ISBN 978-3-85990-531-3.